# Allegheny Portage Railroad
De Allegheny Portage Railroad werd aangelegd in de Amerikaanse staat Pennsylvania tussen 1831 en 1834. De spoorweg had een lengte van ongeveer 58 kilometer.
De spoorlijn maakte scheepsverkeer over het Alleghenygebergte mogelijk en verbond zo de rivier de Ohio met de Susquehanna. De schuiten werden vervoerd op spoorwagons, getrokken door paarden of (op de steile stukken) op hellende vlakken. Het traject omvatte ook een viaduct en de eerste spoortunnel in de V.S. De Allegheny Portage Railroad bleef in gebruik tot 1857, toen het vervangen werd door een spoorweg over het Alleghenygebergte met stoomlocomotief. 
De overblijfselen van de Allegheny Portage Railroad, ongeveer 19 kilometer ten westen van Altoona, zijn sinds 1962 een National Historic Landmark en sinds 1964 een van de National Historic Sites.

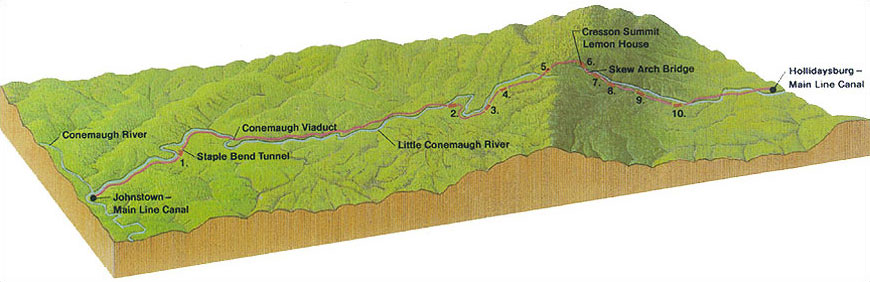
Profiel originele spoorlijn
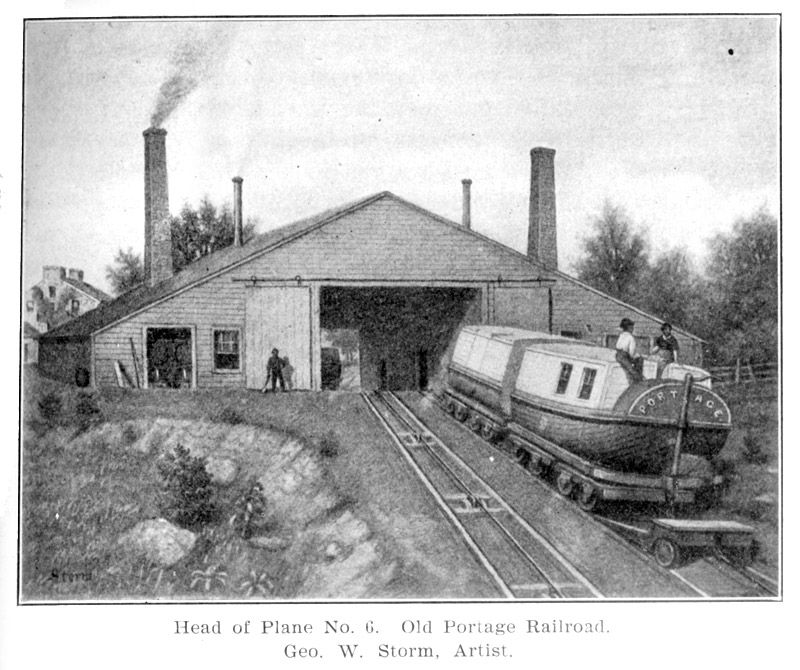
Old Portage Railroad, tekening: George W. Storm, 1839
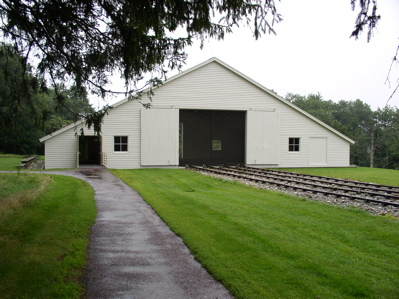
exterieur van het machinehuis, nu tentoonstellingsruimte, 2004
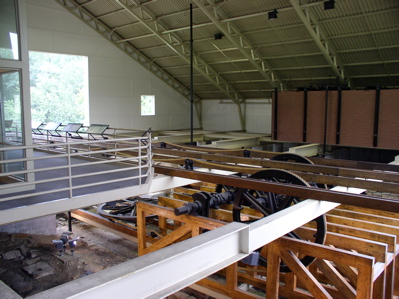
interieur van het machinehuis, 2004
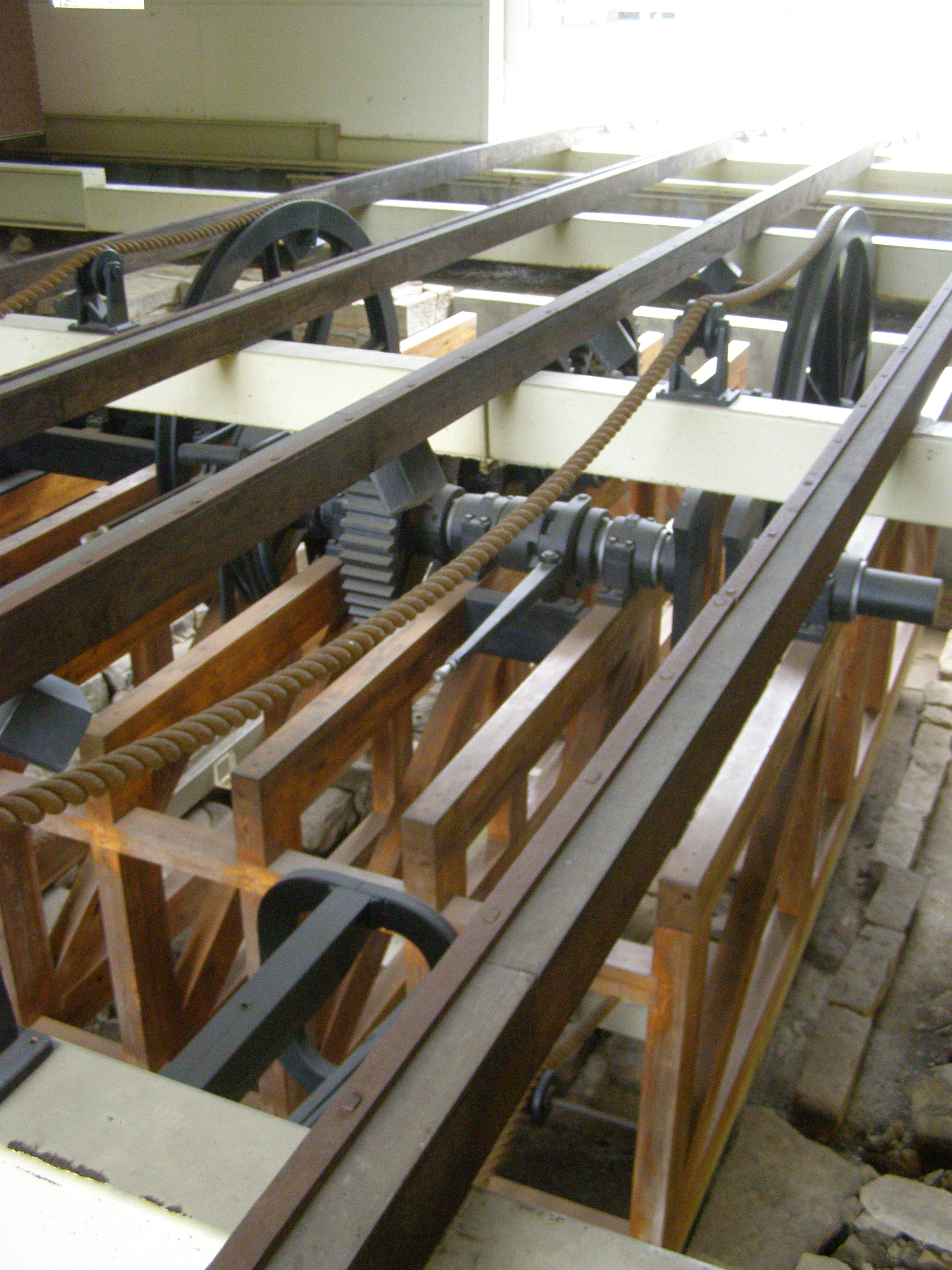
interieur van het machinehuis, 2011
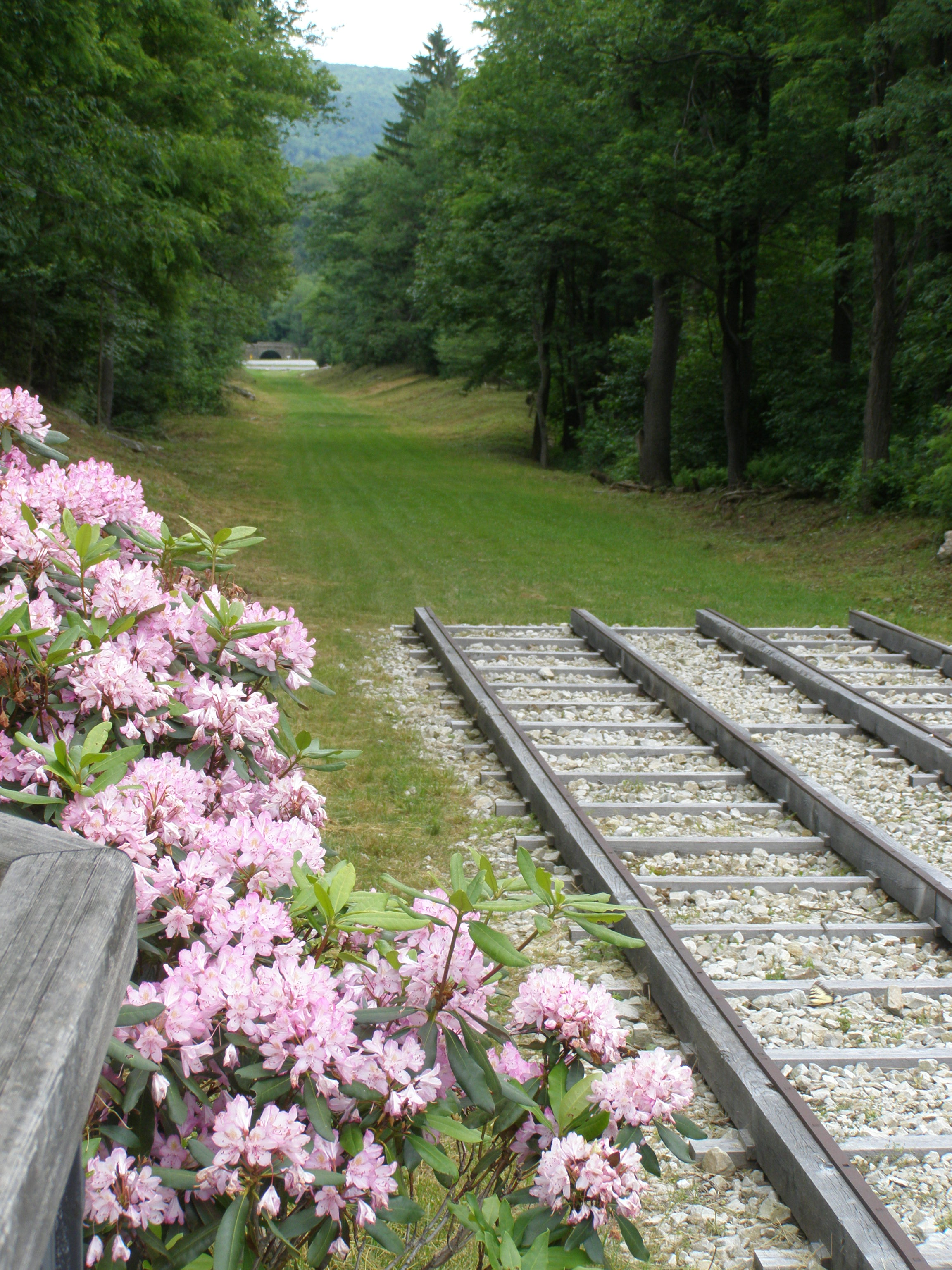
helling gezien uit de richting van het machinehuis, 2011
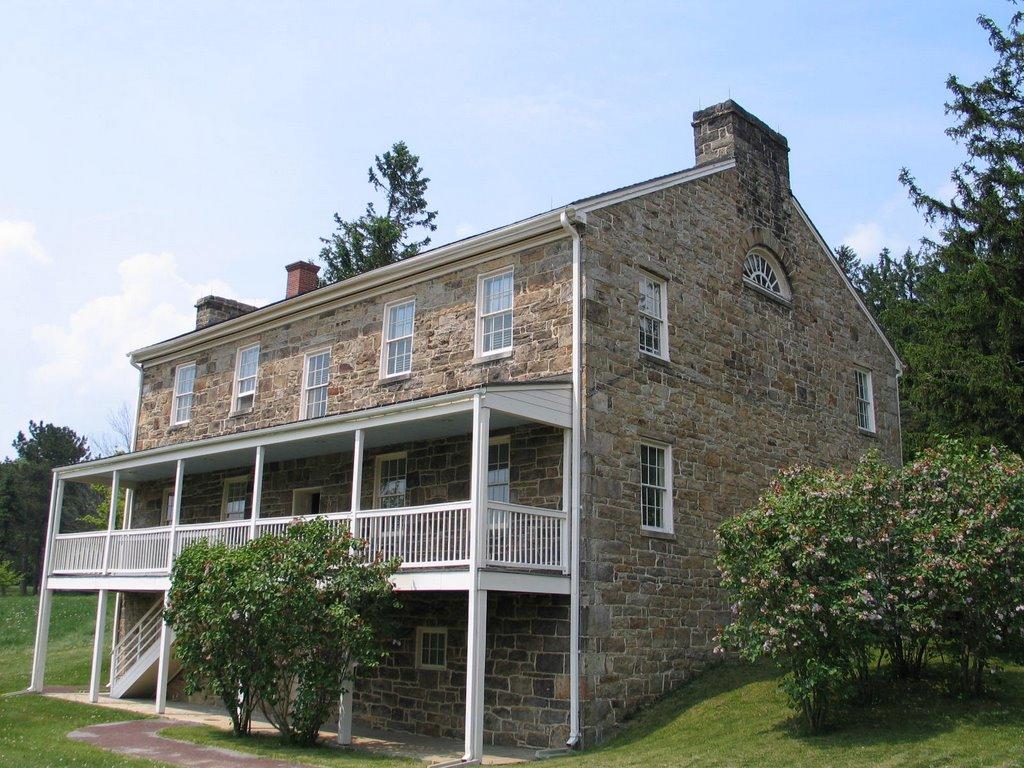
exterieur van het Lemon House, 2008
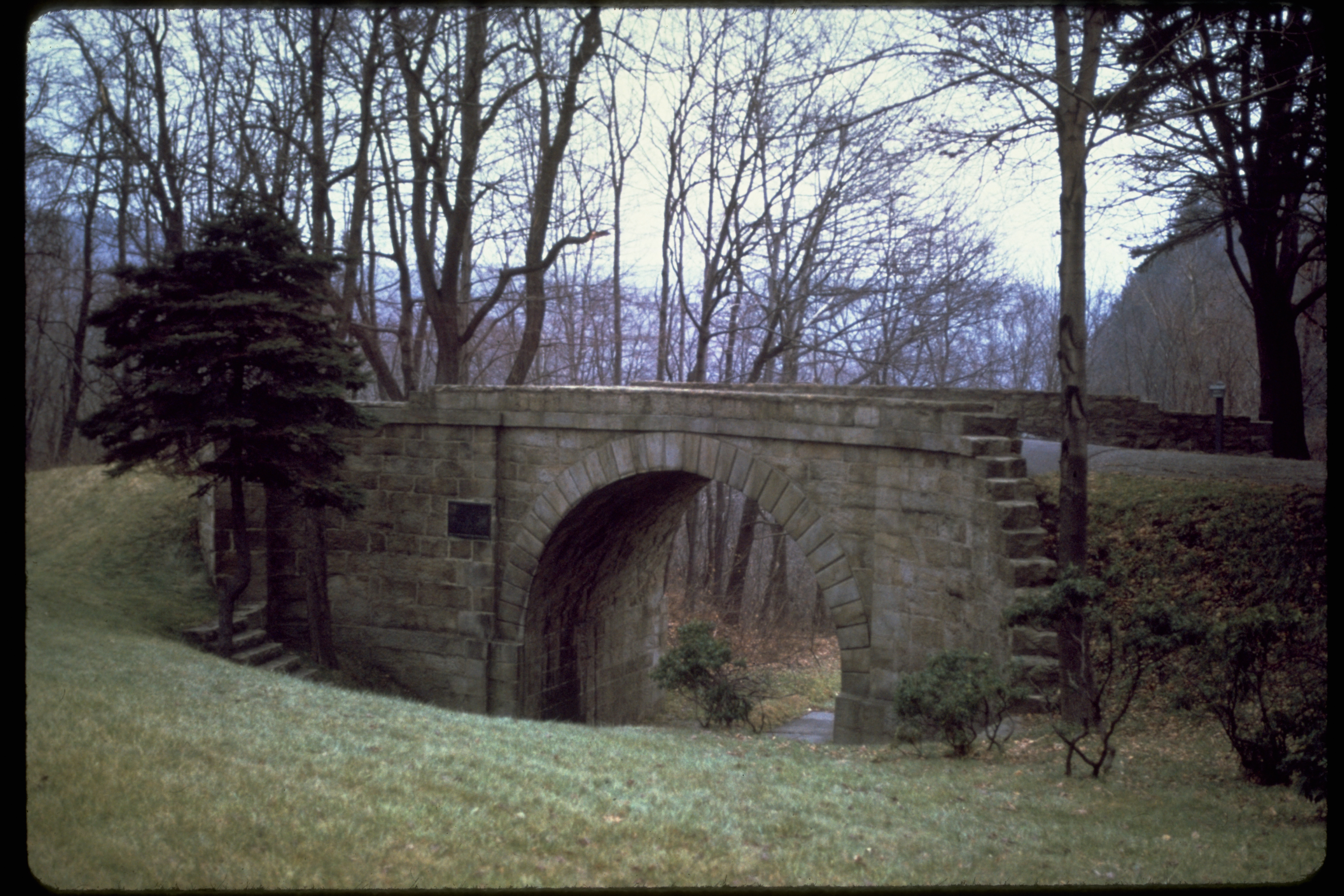
noordzijde van de Skew Arch Bridge, ongedateerd
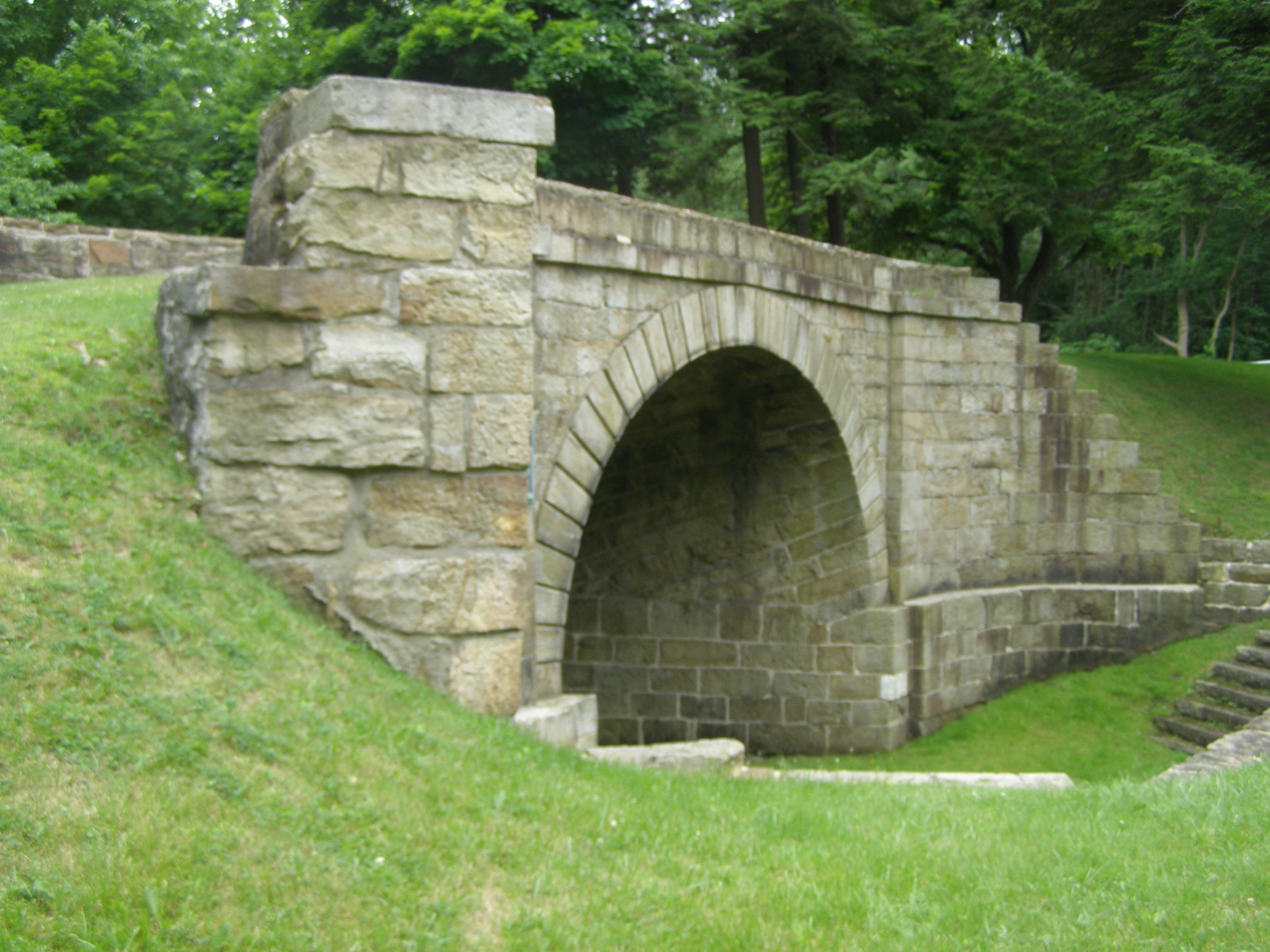
zuidzijde van de Skew Arch Bridge, 2011
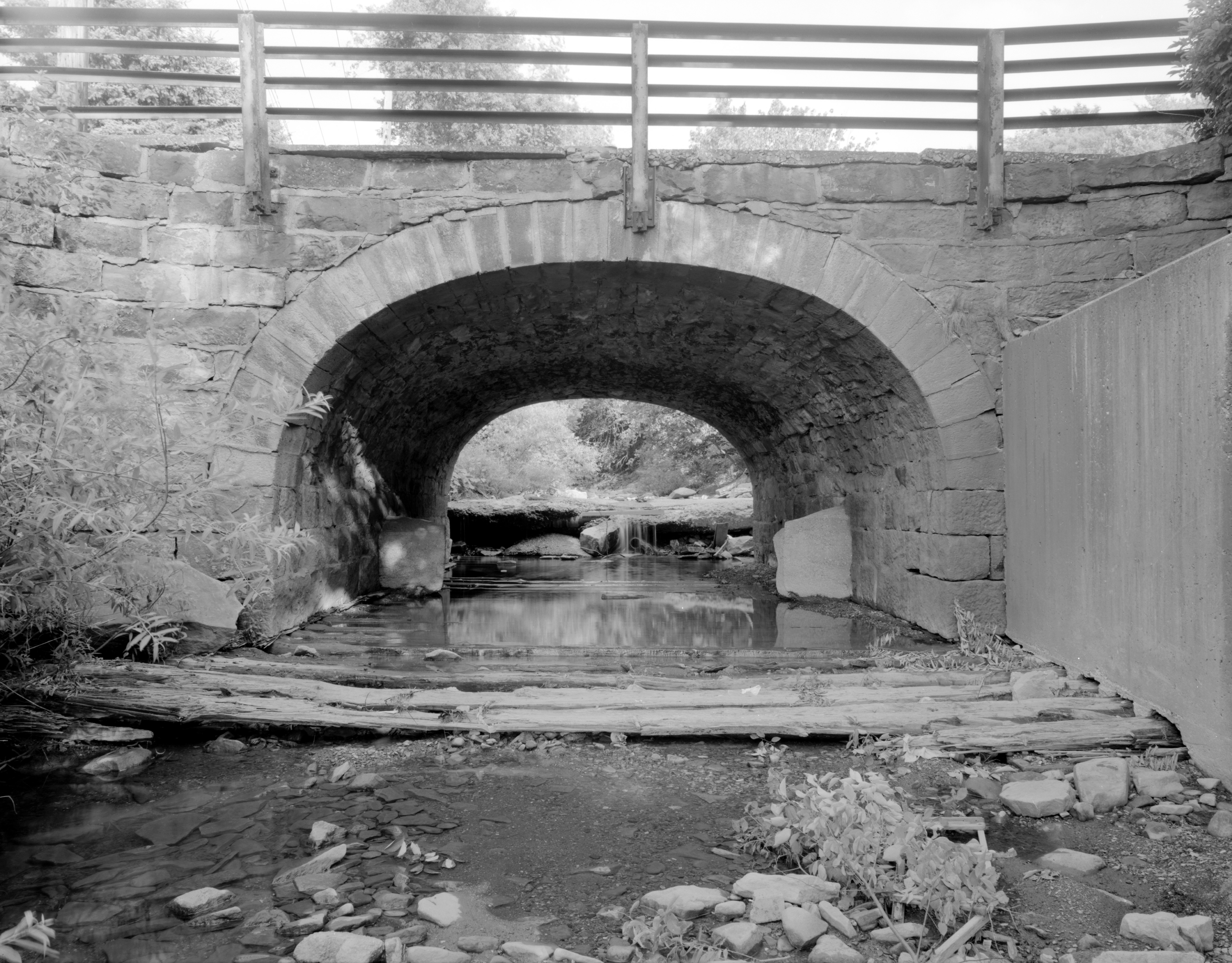
Lillyduiker, aangelegd in 1832, foto 1997